# Alice au ranch
Alice au ranch (titre original : The Secret at Shadow Ranch, littéralement : Le Secret au ranch de l'ombre) est le cinquième roman de la série américaine Alice (Nancy Drew en VO) écrit par Caroline Quine, nom de plume collectif de plusieurs auteurs. l'auteur de ce roman est Mildred Wirt Benson. 
Aux États-Unis, le roman a été publié pour la première fois en 1931 par Grosset & Dunlap, New York. En France, il est paru pour la première fois en 1971 chez Hachette dans la collection « Idéal-Bibliothèque » sous le no 375.
C'est dans ce roman qu'apparaissent pour la première fois les deux cousines germaines Bess et Marion, personnages qui deviendront récurrents.

## Résumé
Remarque : le résumé est basé sur l'édition cartonnée originale non abrégée parue en langue française en 1971 dans la collection « Idéal-Bibliothèque ».
Les cousines Bess et Marion invitent leur amie Alice à séjourner avec elles dans le ranch de leur oncle Doug, dans le désert de l'Arizona, au pied des Montagnes Rocheuses. 
Au ranch, Alice fait la connaissance de la nièce de l'oncle Doug, également invitée : Annie Regor, quatorze ans, dont le père a disparu sans laisser de traces huit ans plus tôt. La jeune fille est très marquée par cet abandon.
Alice, Bess et Marion sont ravies de partager les activités des cow-boys du ranch. Au cours d'une excursion à cheval, le trio découvre une cabane misérable. Elle est habitée par Martha Frank, une femme irascible, et une ravissante fillette de onze ans du nom de Lucy Brown. Martha rudoie Lucy et la maltraite sans raison. Quand Alice apprend que les deux femmes n'ont aucun lien de parenté, elle se demande qui est Lucy Brown. Pourquoi Martha fait-elle tout son possible pour cacher l'enfant aux yeux du monde, ayant même refusé de l'envoyer à l'école ? 
La découverte dans la cabane d'une malle remplie de luxueux vêtements, jouets et bijoux pour petite fille, va permettre à Alice d'éclaircir le mystère de l'identité de Lucy.

## Personnages

### Personnages récurrents
- Alice Roy : seize ans[3], blonde, détective amateur, fille de James Roy, orpheline de mère (Elise Roy).
- James Roy : avoué[4] de renom, père d'Alice Roy, veuf d'Elise Roy.
- Bess Taylor : jeune fille blonde et rondelette, l'une des meilleures amies d'Alice.
- Marion Webb : jeune fille brune et sportive, cousine germaine de Bess et l'une des meilleures amies d'Alice.
- Sarah : la vieille bonne de la famille Roy qui a élevé Alice à la port de sa mère.

### Personnages spécifiques à ce roman
- Nelly Rolley : la tante de Bess et de Marion.
- Doug Rolley : l'oncle par alliance de Bess et de Marion.
- Annie Regor (Alice Regor en VO) : quatorze ans, la nièce de l'oncle Doug.
- Georges Manner : régisseur du ranch de l’Érable.
- Lina Manner : la femme de Georges Manner.
- Martha Frank : malfaiteur.
- Lucy Brown : fillette de onze ans, qui vit chez Martha Frank.
- Tim Brad : malfaiteur, frère de Martha Frank et propriétaire d'une boutique de bric-à-brac.
- Eddy Rogers : propriétaire d'une librairie-papeterie.
- Jack Glen : un cow-boy du ranch.

## Éditions françaises
Note : Toutes les éditions ont paru aux éditions Hachette Jeunesse.
- 1971 : Alice au ranch — coll. « Idéal-Bibliothèque » no 375, cartonné, texte original[5]. Illustré par Albert Chazelle. Traduction de Claude Voilier. 25 chapitres. 186 p.  ;
- 1978 : Alice au ranch — coll. « Bibliothèque verte », cartonné, texte abrégé. Illustré par Jean-Louis Mercier. Traduction de Claude Voilier. 25 chapitres. 181 p.  ;
- 1984 : Alice au ranch — coll. « Bibliothèque verte », cartonné (série "striée")[6], texte abrégé. Couverture de Jean Sidobre. Illustrations intérieures de Jean-Louis Mercier. Traduction de Claude Voilier. 25 chapitres. 181 p.  ;
- 1989 : Alice au ranch — coll. « Bibliothèque verte », format poche souple, texte abrégé. Couverture de Jean Sidobre.
- 1992 : Alice au ranch — coll. « Bibliothèque verte », format poche souple, texte abrégé. Couverture de Philippe Daure ;
- 2000 : Alice au ranch — coll. « Bibliothèque verte », format mi-souple[7], texte abrégé. Couverture de Philippe Daure ;
- 2006 : Alice au ranch — coll. « Bibliothèque verte », format mi-souple, texte abrégé et remanié. Illustré par Marguerite Sauvage. Traduction de Claude Voilier. 24 chapitres. 186 p.  ;
- 2015 : Alice au ranch — coll. « Bibliothèque rose », format mi-souple, texte abrégé et remanié[8]. Illustré par Cécile Roubio. Traduction de Claude Voilier. 200 p.

## Adaptation
Le roman a été adapté en jeu vidéo par Her Interactive en tant que dixième volet de la série de Les enquêtes de Nancy Drew. Néanmoins, ce volet reste inédit en France.[réf. nécessaire]